# Nick Cassidy
Nicholas Robert Cassidy (Auckland, 19 agosto 1994) è un pilota automobilistico neozelandese, vincitore della Super Formula nel 2019 e del Super GT nel 2017.
Nel 2023 e nel 2025 è diventato vice campione della Formula E.

## Carriera

### Campionato Europeo di Formula 3

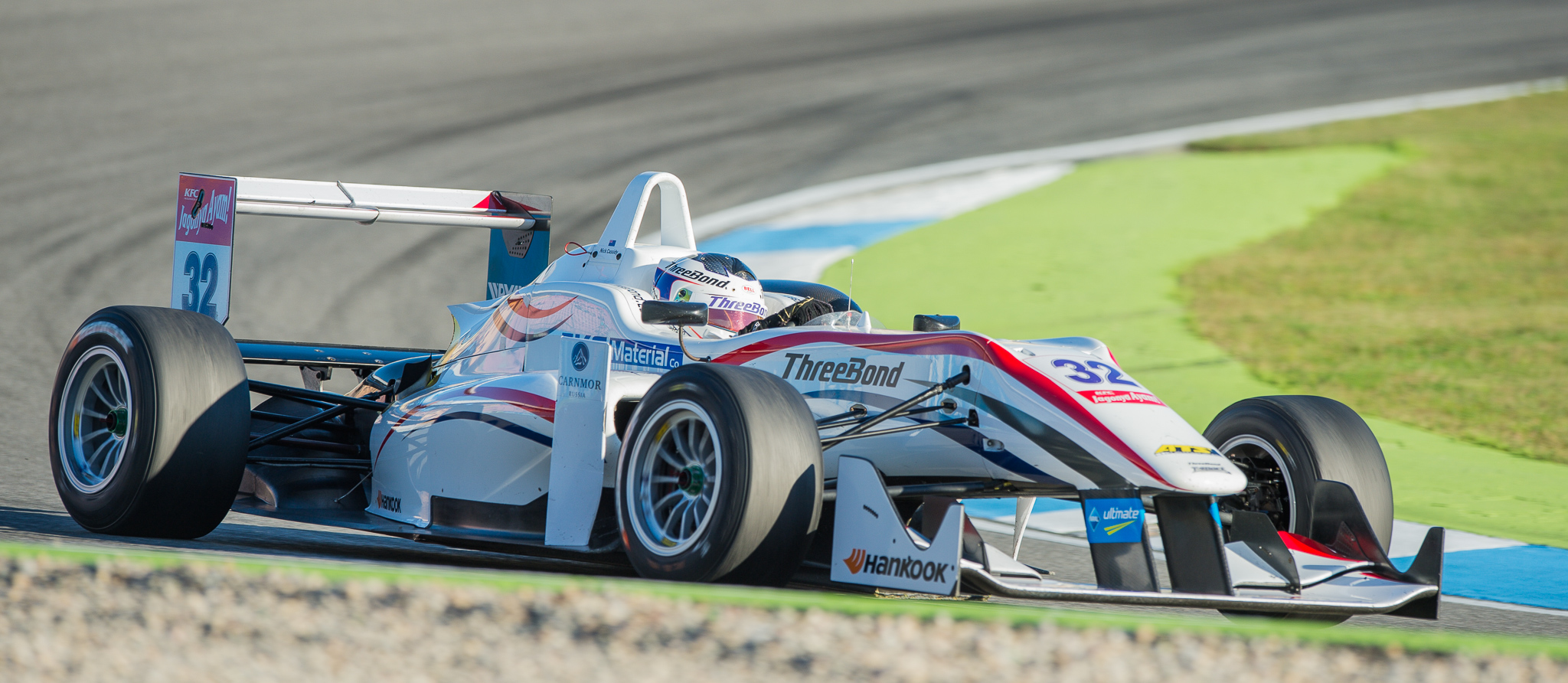
Nick Cassidy in Formula 3 nel 2019.

Nel 2013 Cassidy esordisce nel campionato di Formula 3 europea, con il team EuroInternational motorizzato Mercedes partecipa alle tre gare del circuito di Norisring e con il team Carlin motorizato Volkswagen le tre gare sul circuito di Hockenheimring. L'anno seguente partecipa alle sei gare conclusive del campionato con il team ThreeBond. Nel 2015 viene ingaggiato dalla Prema Powerteam che utilizza il motore Mercedes, con il team italiano disputa le gare di Algarve e del Nürburgring. Nel circuito tedesco conquista i primi podi nella competizione, arriva secondo in gara 1 e terzo nella gara 3. Conclude la stagione con 43 punti e la Prema lo conferma per tutte le gare della stagione seguente. Nel 2016 lotta per il vertice della classifica, conquista otto podi e arriva anche la sua prima vittoria in Formula 3 sul Circuito di Zandvoort. Chiude la stagione al quarto posto dietro al campione Lance Stroll. 
Cassidy ha vinto tre edizioni consecutive del Gran Premio della Nuova Zelanda, nel 2012, 2013 e 2014. 

### Super GT

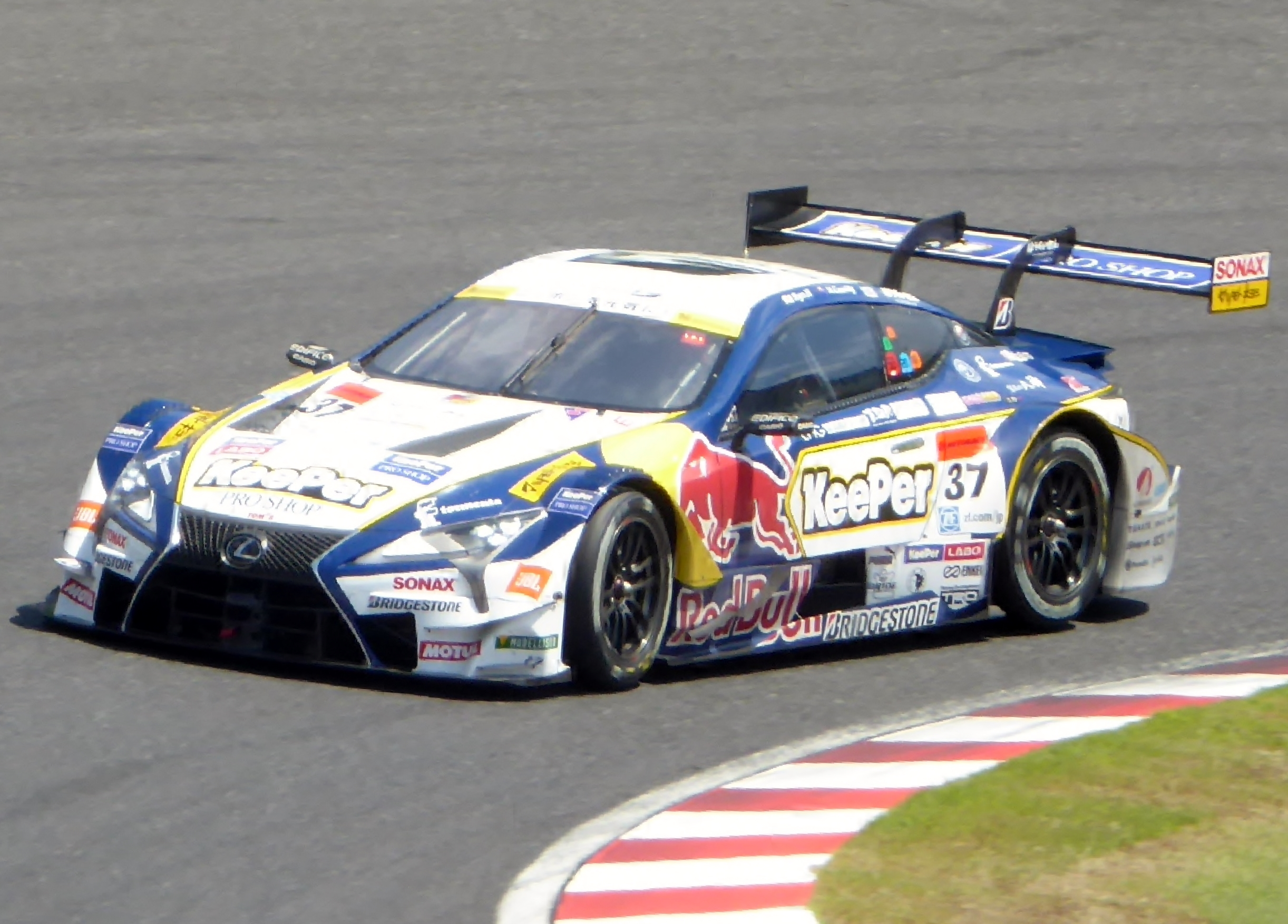
Cassidy sulla Lexus LC 500 (2017)

Nel 2015 Cassidy partecipa al campionato giapponese Super GT. Dopo la prima gara nella classe GT300 con la Toyota, l'anno successivo passa alla Lexus nella classe GT500. Nel 2017, in coppia con Ryō Hirakawa, arriva il primo successo sul Circuito di Okayama; dopo altri 3 podi tra cui una vittoria sul circuito di Buriram si laurea campione.Nelle stagioni 2018 e 2019 chiude secondo in classifica, conquistando altre due vittorie, nel 2020 lascia la Lexus per andare in Toyota. Vince la prima gara al Fuji ma poi è costretto a saltare le ultime gare della stagione e chiude ottavo in classifica.

### Super Formula
Nel 2015 partecipa e vince il campionato di F3 giapponese con il team TOM'S. Nel 2017 oltre a correre nel Super GT, Cassidy si iscrive al campionato di Super Formula con il team Kondō Racing, nella prima stagione ottiene solo un terzo posto a Okayama, nel 2018 arriva la sua prima vittoria sul Circuito del Fuji e altri tre podi, conclude la stagione al secondo a solo un punto dal primo, Naoki Yamamoto.Nel 2019 passa al team TOM'S, vince la prima gara della stagione a Suzuka e arriva a podio in altre tre occasioni, a fine anno riesce a laurearsi campione.Nella stagione 2020 conquista la sua terza vittoria in Super Formula a Sugo.

### WEC e 24 ore di Le Mans

Nick Cassidy alla 24 Ore di Le Mans 2022 con team AF Corse.

Nel 2021 Cassidy parteciperà alla 24 Ore di Le Mans nella categoria LMGTE Pro, alla guida della Porsche 911 RSR-19, con il team Hub Auto Racing e i co-piloti Heikki Kovalainen e Dries Vanthoor. L'equipaggio conclude settimo nella propria categoria.
Nel 2022 partecipa con il team AF Corse al Campionato del mondo endurance nella classe LMGTE Am alla guida della Ferrari 488 GTE Evo. Il neozelandese partecipa a tutti gli eventi escluso la 6 Ore del Fuji dove viene sostituito del italiano Davide Rigon.

### DTM
Nel 2021, Cassidy debutta nel DTM, con il team AF Corse sponsorizzato dalla Red Bull Racing in alternanza con il pilota di Formula 1, Alex Albon. Il 4 maggio Cassidy fa il suo esordio alla guida della Ferrari 488 GT3 Evo 2020 nei test sul circuito di Lausitzring, il primo giorno fa segnare il settimo tempo, nel secondo giorno invece conclude con il terzo tempo. Visto impegno di Albon con la Formula 1, Cassidy lo sostituisce nell'ultimo round della stagione a Norisring.
Nel 2022 Cassidy viene confermato dal team AF Corse supportato dal AlphaTauri insieme a Felipe Fraga. Il neozelandese visto gli impegni del Campionato del mondo endurance è costretto a saltare diversi round. Nel corso della stagione ottiene due vittorie, la prima a Spa-Francorchamps e la seconda al Red Bull Ring. 

### Formula E

#### Envision Racing (2021- 2023)

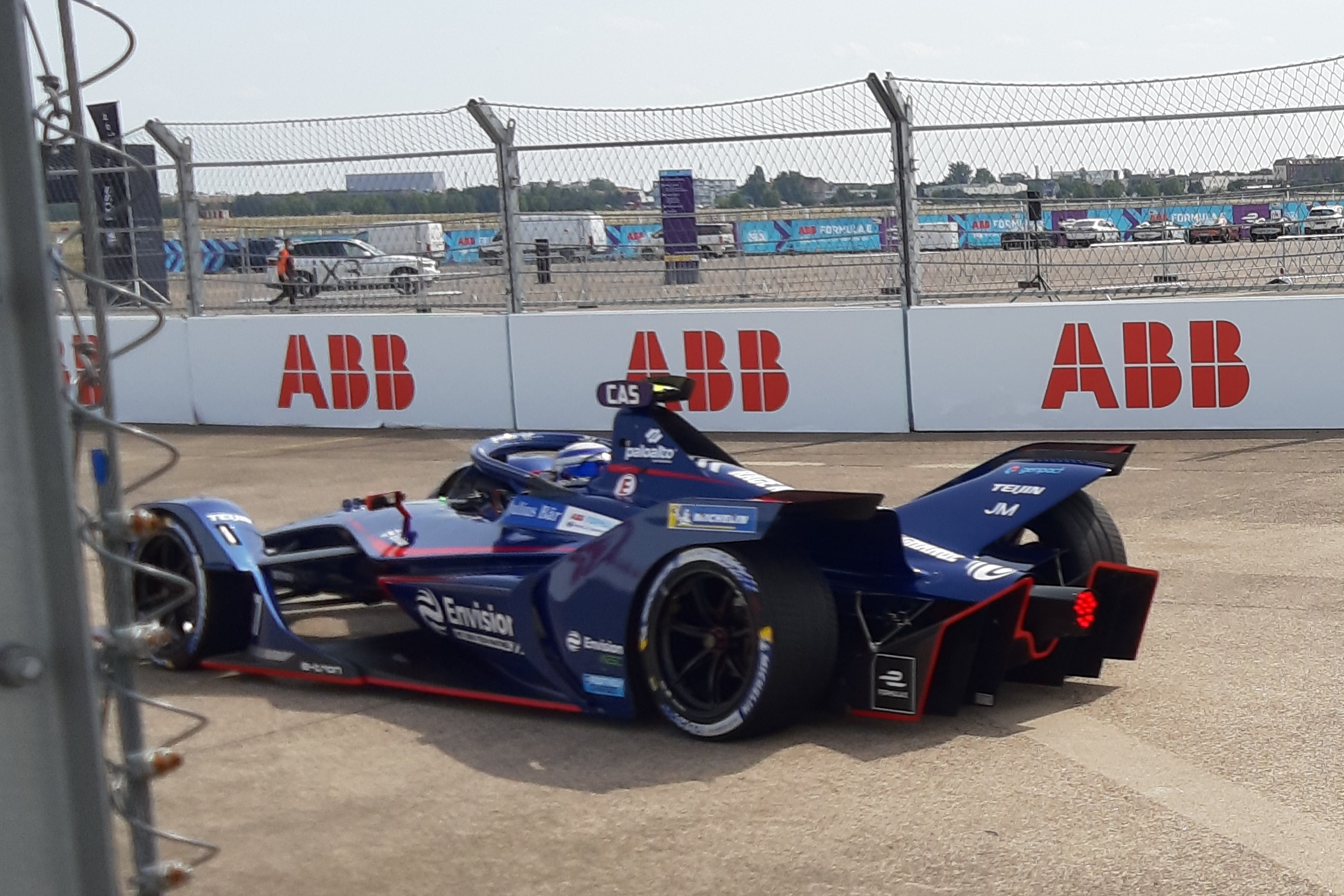
Nick Cassidy con il team Envision Virgin Racing nel 2021

Nel luglio 2020 è stato ingaggiato dalla scuderia Envision Virgin Racing per correre nella stagione 2020-21 di Formula E. Conquista la prima Super Pole nelle qualifiche del secondo E-Prix di Roma.. A Valencia arriva quarto nel primo E-Prix, grazie anche al caos dovuto alla poca carica rimasta nella maggior parte delle monoposto. Nel secondo E-Prix di Puebla conquista il suo primo podio nella categoria, un terzo posto diventato poi secondo per la penalità a Pascal Wehrlein. Nella prima gara del E-Prix di New York conquista la sua seconda pole, in gara conclude quarto. Mentre nella seconda gara termina con il secondo posto dietro a Sam Bird. Chiude la stagione al 15º posto, secondo tra i piloti esordienti nella categoria.
Cassidy viene confermato da Envision Racing per la sua seconda stagione in Formula E. Nelle prime dieci gare arriva a punti tre volte, nel E-Prix di Dirʿiyya,  nel E-Prix di Roma e a Monaco. Nella gara 1 del E-Prix di New York Cassidy conquista la Pole position, in gara domina dal primo giro ma ha sette minuti della fine inizia a piovere forte è molti piloti finiscono contro il muro compreso Cassidy, la direzione gara decide di esporre la bandiera rossa congelando così le posizioni al giro precedente e regalando al neozelandese il suo primo successo nella serie. Nel resto della stagione ottiene un altro podio, arrivando terzo nell'E-Prix di Londra e chiude al undicesimo posto in classifica piloti.

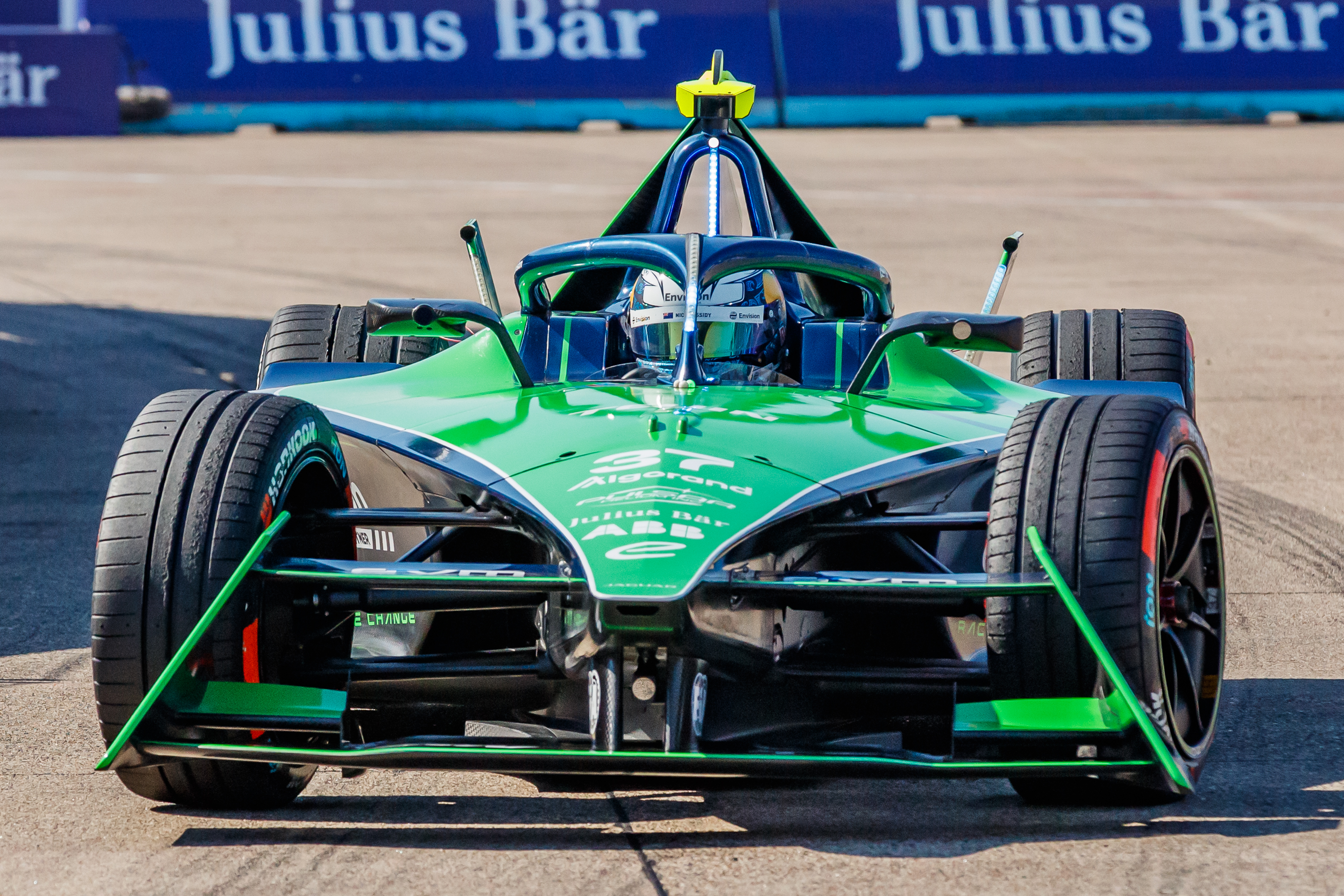
Nick Cassidy nel 2023 durante l'E-Prix di Berlino

Cassidy rimane in Formula E per la sua terza stagione, correndo sempre per Envision, dividendo il box con il nuovo compagno Sébastien Buemi. Dopo le prime tre corse con risultati discreti, ottiene due podi consecutivi, arrivando secondo nell'E-Prix di Hyderabad e terzo a Città del Capo. Nella seconda gara dell'E-Prix di Berlino ottiene la sua seconda vittoria nella serie davanti a Jake Dennis. Casidy si ripete vincendo anche l'E-Prix di Monaco, conquistando anche la testa della classifica piloti. Con i risultati negativi a Giacarta per la testa della classifica ma nel E-Prix di Portland ottiene la sua quarta vittoria nella sere rimontando da metà griglia, grazie a questo risultato ritorna secondo in classifica a un punto da Jake Dennis. Ottiene un'altra vittoria nel ultima gara stagionale a Londra e a fine stagione chiude da vice campione dietro Jake Dennis.

#### Jaguar TCS Racing (2023 - presente)

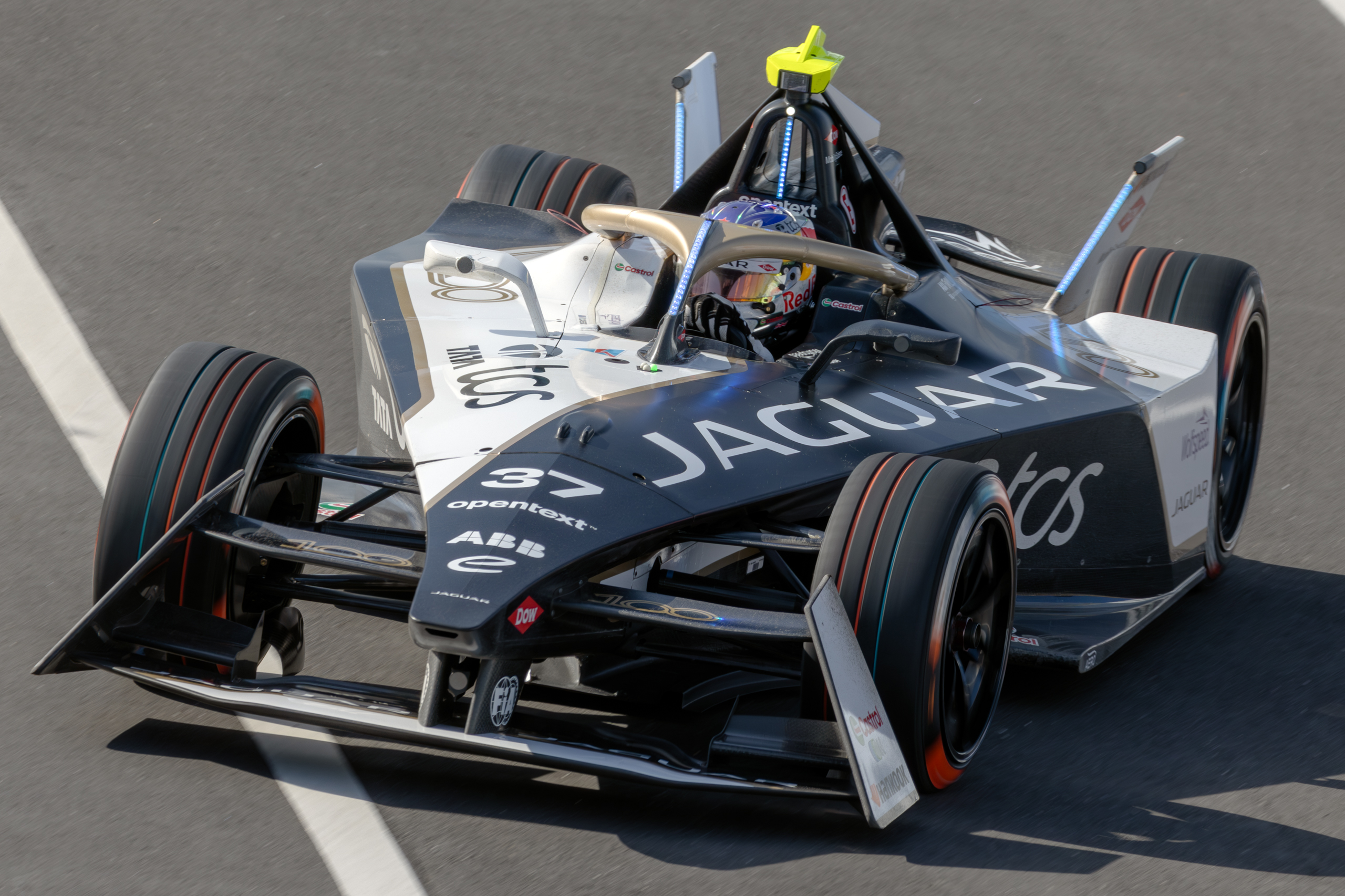
Nick Cassidy durante l'E-Prix di Tokyo con la Jaguar TCS Racing

Il sette agosto del 2023, Cassidy viene annunciato come nuovo pilota del team Jaguar TCS Racing al posto del uscente Sam Bird. La stagione nel nuovo team inizia subito bene, il neozelandese nelle prime tre gare ottiene tre podi tra cui la vittoria in gara due dell'E-Prix di Dirʿiyya. La sua seconda vittoria arriva a Berlino, risultato che lo proietta in testa alla classifica piloti. Le ultime gare non vanno bene per Cassidy che nel ultima gara stagionale perde il titolo ai danni di Pascal Wehrlein.

### Test in IndyCar
Cassidy nei primi mesi del 2023 prende parte ai suoi primi test del IndyCar Series, dove prova la Dallara IR18 del team Chip Ganassi Racing a Sebring.

## Risultati

### Formula 3 europea
| Stagione | Team                              | Motore              | 1   | 2   | 3   | 4   | 5   | 6   | 7   | 8   | 9   | 10  | 11  | 12  | 13  | 14  | 15  | 16  | 17  | 18  | 19  | 20  | 21  | 22  | 23  | 24  | 25  | 26  | 27  | 28  | 29  | 30  | 31  | 32  | 33  | Punti | Pos. |
| -------- | --------------------------------- | ------------------- | --- | --- | --- | --- | --- | --- | --- | --- | --- | --- | --- | --- | --- | --- | --- | --- | --- | --- | --- | --- | --- | --- | --- | --- | --- | --- | --- | --- | --- | --- | --- | --- | --- | ----- | ---- |
| 2013     | EuroInternational (6) Carlin (10) | Mercedes Volkswagen | MNZ | MNZ | MNZ | SIL | SIL | SIL | HOC | HOC | HOC | BRH | BRH | BRH | RBR | RBR | RBR | NOR | NOR | NOR | NÜR | NÜR | NÜR | ZAN | ZAN | ZAN | VAL | VAL | VAL | HOC | HOC | HOC |     |     |     | 0†    | NC†  |
| 2013     | EuroInternational (6) Carlin (10) | Mercedes Volkswagen |     |     |     |     |     |     |     |     |     |     |     |     |     |     |     | 16  | 11  | 11  |     |     |     |     |     |     |     |     |     | 24  | 21  | 16  |     |     |     | 0†    | NC†  |
| 2014     | ThreeBond con T-Sport             | NBE                 | SIL | SIL | SIL | HOC | HOC | HOC | PAU | PAU | PAU | HUN | HUN | HUN | SPA | SPA | SPA | NOR | NOR | NOR | MSC | MSC | MSC | RBR | RBR | RBR | NÜR | NÜR | NÜR | IMO | IMO | IMO | HOC | HOC | HOC | 0†    | NC†  |
| 2014     | ThreeBond con T-Sport             | NBE                 |     |     |     |     |     |     |     |     |     |     |     |     |     |     |     |     |     |     |     |     |     |     |     |     |     |     |     | 11  | 12  | 22  | 16  | 19  | 18  | 0†    | NC†  |
| 2015     | Prema Powerteam                   | Mercedes            | SIL | SIL | SIL | HOC | HOC | HOC | PAU | PAU | PAU | MNZ | MNZ | MNZ | SPA | SPA | SPA | NOR | NOR | NOR | RBR | RBR | RBR | ZAN | ZAN | ZAN | ALG | ALG | ALG | NÜR | NÜR | NÜR | HOC | HOC | HOC | 43    | 16º  |
| 2015     | Prema Powerteam                   | Mercedes            |     |     |     |     |     |     |     |     |     |     |     |     |     |     |     |     |     |     |     |     |     |     |     |     | 32  | Rit | 9   | 2   | 6   | 3   |     |     |     | 43    | 16º  |
| 2016     | Prema Powerteam                   | Mercedes            | LEC | LEC | LEC | HUN | HUN | HUN | PAU | PAU | PAU | RBR | RBR | RBR | NOR | NOR | NOR | ZAN | ZAN | ZAN | SPA | SPA | SPA | NÜR | NÜR | NÜR | IMO | IMO | IMO | HOC | HOC | HOC |     |     |     | 254   | 4º   |
| 2016     | Prema Powerteam                   | Mercedes            | 2   | 2   | 2   | Rit | 16  | 9   | 2   | 16  | Rit | 6   | Rit | 10  | 6   | 4   | 6   | 2   | 1   | 2   | 4   | 17  | 5   | 4   | Rit | 5   | 10  | 7   | 8   | 3   | Rit | 4   |     |     |     | 254   | 4º   |
| Legenda  |                                   |                     |     |     |     |     |     |     |     |     |     |     |     |     |     |     |     |     |     |     |     |     |     |     |     |     |     |     |     |     |     |     |     |     |     |       |      |

† Poiché Cassidy era un pilota ospite, non era idoneo a segnare punti in campionato.

### Super GT
| Anno    | Team                       | Vettura               | Classe | 1      | 2     | 3      | 4      | 5      | 6       | 7     | 8     | Punti | Pos. |
| ------- | -------------------------- | --------------------- | ------ | ------ | ----- | ------ | ------ | ------ | ------- | ----- | ----- | ----- | ---- |
| 2015    | Team Up Garage with Bandoh | Toyota GT86           | GT300  | OKA    | FUJ   | CHA    | FUJ    | SUZ 21 | SUG     | AUT   | MOT   | NC    | 0    |
| 2016    | Lexus Team TOM'S           | Lexus RC F            | GT500  | OKA 8  | FUJ 4 | SUG 11 | FUJ 5  | SUZ 2  | CHA 11  | MOT 3 | MOT 4 | 54    | 5º   |
| 2017    | Lexus Team KeePer TOM'S    | Lexus LC 500          | GT500  | OKA 1  | FUJ 3 | AUT 6  | SUG 10 | FUJ 6  | SUZ 6   | CHA 1 | MOT 2 | 84    | 1º   |
| 2018    | Lexus Team KeePer TOM'S    | Lexus LC 500          | GT500  | OKA 3  | FUJ 7 | SUZ 3  | CHA 8  | FUJ 2  | SUG 14  | AUT 1 | MOT 4 | 75    | 2º   |
| 2019    | Lexus Team KeePer TOM'S    | Lexus LC 500          | GT500  | OKA 12 | FUJ 7 | SUZ 2  | CHA 2  | FUJ 4  | AUT 3   | SUG 4 | MOT 1 | 83    | 2º   |
| 2020    | TGR Team KeePer TOM'S      | Toyota GR Supra GT500 | GT500  | FUJ 1  | FUJ 4 | SUZ 7  | MOT 6  | FUJ 4  | SUZ Rit | MOT   | FUJ   | 46    | 8º   |
| Legenda |                            |                       |        |        |       |        |        |        |         |       |       |       |      |

### Super Formula
| Anno    | Team                | 1      | 2     | 3      | 4       | 5     | 6       | 7      | 8     | 9     | Punti | Pos. |
| ------- | ------------------- | ------ | ----- | ------ | ------- | ----- | ------- | ------ | ----- | ----- | ----- | ---- |
| 2017    | Kondō Racing        | SUZ 17 | OKA 3 | OKA 11 | FUJ Rit | MOT 5 | AUT Rit | SUG 19 | SUZ C | SUZ C | 7     | 10º  |
| 2018    | Kondō Racing        | SUZ 7  | AUT C | SUG 2  | FUJ 1   | MOT 3 | OKA 5‡  | SUZ 2  |       |       | 37    | 2º   |
| 2019    | Vantelin Team TOM'S | SUZ 1  | AUT 8 | SUG 4  | FUJ 3   | MOT 3 | OKA 10  | SUZ 2  |       |       | 36    | 1º   |
| 2020    | Vantelin Team TOM'S | MOT 6  | OKA 3 | SUG 1  | AUT 7   | SUZ 5 | SUZ Rit | FUJ 4  |       |       | 50    | 4º   |
| Legenda |                     |        |       |        |         |       |         |        |       |       |       |      |

‡ Metà punti assegnati come meno del 75% della distanza di gara è stata completata.

### Formula E
| Stagione | Squadra                 | Vettura                | 1                   | 2            | 3           | 4                                               | 5       | 6       | 7       | 8       | 9      | 10     | 11     | 12     | 13     | 14      | 15      | 16      | Punti | Pos. |
| --- | ----------------------- | ---------------------- | ------------------- | ------------ | ----------- | ----------------------------------------------- | ------- | ------- | ------- | ------- | ------ | ------ | ------ | ------ | ------ | ------- | ------- | ------- | ----- | ---- |
| 2020-21 | Envision Virgin Racing  | Spark-Audi e-tron FE07 | DIR 19              | DIR 14       | ROM 15      | ROM Rit*                                        | VAL 4*  | VAL 13* | MON 8   | PUE Rit | PUE 2  | NYC 4  | NYC 2  | LON 11 | LON 7  | BER 14  | BER 17  |         | 76    | 15º  |
| 2021-22 | Envision Virgin Racing  | Spark-Audi e-tron FE07 | DIR 7               | DIR 16       | MEX 13      | ROM 9                                           | ROM Rit | MON 7   | BER Rit | BER 21  | GIA 16 | MAR 13 | NYC 1  | NYC 15 | LON 3  | LON Rit | SEO 10  | SEO 8   | 68    | 11°  |
| 2022-23 | Envision Racing         | Spark-Jaguar I-Type 6  | MEX 9               | DIR 6        | DIR 14      | HYD 2                                           | CAP 3   | SAP 2   | BER 5   | BER 1   | MON 1  | GIA 7  | GIA 18 | POR 1  | ROM 2  | ROM 14  | LON Rit | LON 1   | 199   | 2°   |
| 2023-24 | Jaguar TCS Racing       | Spark-Jaguar I-Type 6  | MEX 3               | DIR 3        | DIR 1       | SAP Rit                                         | TOK 8   | MIS Rit | MIS 3   | MON 2   | BER 1  | BER 2  | SHA 3  | SHA 4  | POR 19 | POR 13  | LON 7   | LON Rit | 176   | 3º   |
| 2024-25 | Jaguar TCS Racing       | Spark-Jaguar I-Type 7  | SAP 15              | MEX 12       | JED 11      | JED 5                                           | MIA 15  | MON 18  | MON     | TOK     | TOK    | SHA    | SHA    | GIA    | BER    | BER     | LON     | LON     | 10*   |      |
| \| Legenda \| 1º posto \| 2º posto \| 3º posto \| A punti \| Senza punti \| Grassetto=Pole position Corsivo=Giro più veloce \| \| Legenda \| Solo prove/Terzo pilota \| Non qualificato \| Ritirato/Non class. \| Squalificato \| Non partito \| Grassetto=Pole position Corsivo=Giro più veloce \| |                         |                        |                     |              |             |                                                 |         |         |         |         |        |        |        |        |        |         |         |         |       |      |
| Legenda | 1º posto                | 2º posto               | 3º posto            | A punti      | Senza punti | Grassetto=Pole position Corsivo=Giro più veloce |         |         |         |         |        |        |        |        |        |         |         |         |       |      |
| Legenda | Solo prove/Terzo pilota | Non qualificato        | Ritirato/Non class. | Squalificato | Non partito | Grassetto=Pole position Corsivo=Giro più veloce |         |         |         |         |        |        |        |        |        |         |         |         |       |      |

### DTM
| Anno    | Team                | Vettura                  | 1   | 2   | 3   | 4   | 5   | 6   | 7   | 8   | 9   | 10  | 11  | 12  | 13  | 14  | 15  | 16  | Punti | Pos. |
| ------- | ------------------- | ------------------------ | --- | --- | --- | --- | --- | --- | --- | --- | --- | --- | --- | --- | --- | --- | --- | --- | ----- | ---- |
| 2021    | AlphaTauri AF Corse | Ferrari 488 GT3 Evo 2020 | MNZ | MNZ | LAU | LAU | ZOL | ZOL | NÜR | NÜR | RBR | RBR | ASS | ASS | HOC | HOC | NOR | NOR | 11    | 16º  |
| 2021    | AlphaTauri AF Corse | Ferrari 488 GT3 Evo 2020 |     |     |     |     |     |     |     |     |     |     |     |     |     |     | 5   | 133 | 11    | 16º  |
| 2022    | AlphaTauri AF Corse | Ferrari 488 GT3 Evo 2020 | POR | POR | LAU | LAU | IMO | IMO | NOR | NOR | NÜR | NÜR | SPA | SPA | RBR | RBR | HOC | HOC | 64    | 13º  |
| 2022    | AlphaTauri AF Corse | Ferrari 488 GT3 Evo 2020 |     |     | 9   | 23  | 14  | 17  |     |     | 7   | Rit | 10  | 13  | 12  | 183 | Rit | DNS | 64    | 13º  |
| Legenda |                     |                          |     |     |     |     |     |     |     |     |     |     |     |     |     |     |     |     |       |      |

### Risultati IMSA
| Anno    | Squadra             | Classe | Vettura        | 1     | 2   | 3   | 4   | 5   | 6   | 7   | 8   | 9   | 10  | 11  | Punti | Pos. |
| ------- | ------------------- | ------ | -------------- | ----- | --- | --- | --- | --- | --- | --- | --- | --- | --- | --- | ----- | ---- |
| 2019    | AIM Vasser Sullivan | GTD    | Lexus RC F GT3 | DAY 5 | SEB | MDO | DET | WGL | MOS | LIM | ELK | VIR | LGA | PET | 26    | 49º  |
| Legenda |                     |        |                |       |     |     |     |     |     |     |     |     |     |     |       |      |

### Risultati WEC
| Anno    | Squadra  | Classe   | Vettura             | SEB | SPA | LMS | MON | FUJ | BHR | Punti | Pos. |
| ------- | -------- | -------- | ------------------- | --- | --- | --- | --- | --- | --- | ----- | ---- |
| 2022    | AF Corse | LMGTE Am | Ferrari 488 GTE Evo | 9   | 4   | 5   | 9   |     | 7   | 46    | 11º  |
| Legenda |          |          |                     |     |     |     |     |     |     |       |      |